# Sergei Sagrebelny
Sergei Sagrebelny (russisch Сергей Николаевич Загребельный, beim Weltschachbund FIDE Sergey Zagrebelny; * 9. April 1965 in Chirchiq) ist ein usbekischer Schachspieler.
Die UsSSR-Einzelmeisterschaft konnte er zweimal gewinnen: 1988 und 1990. Er spielte für Usbekistan bei sechs Schacholympiaden: 1992 bis 2002. Außerdem nahm er einmal an der Mannschaftsweltmeisterschaft (1993) in Luzern und an den asiatischen Mannschaftsmeisterschaften (1993 und 1995) teil.
Im Jahre 1990 wurde ihm der Titel Internationaler Meister (IM) verliehen. Der Großmeister-Titel (GM) wurde ihm 1993 verliehen. Seine höchste Elo-Zahl war 2540 im Januar 2003.
| Hier fehlt eine Grafik, die leider im Moment aus technischen Gründen nicht angezeigt werden kann. Wir arbeiten daran! |